# 西灣 (長洲)

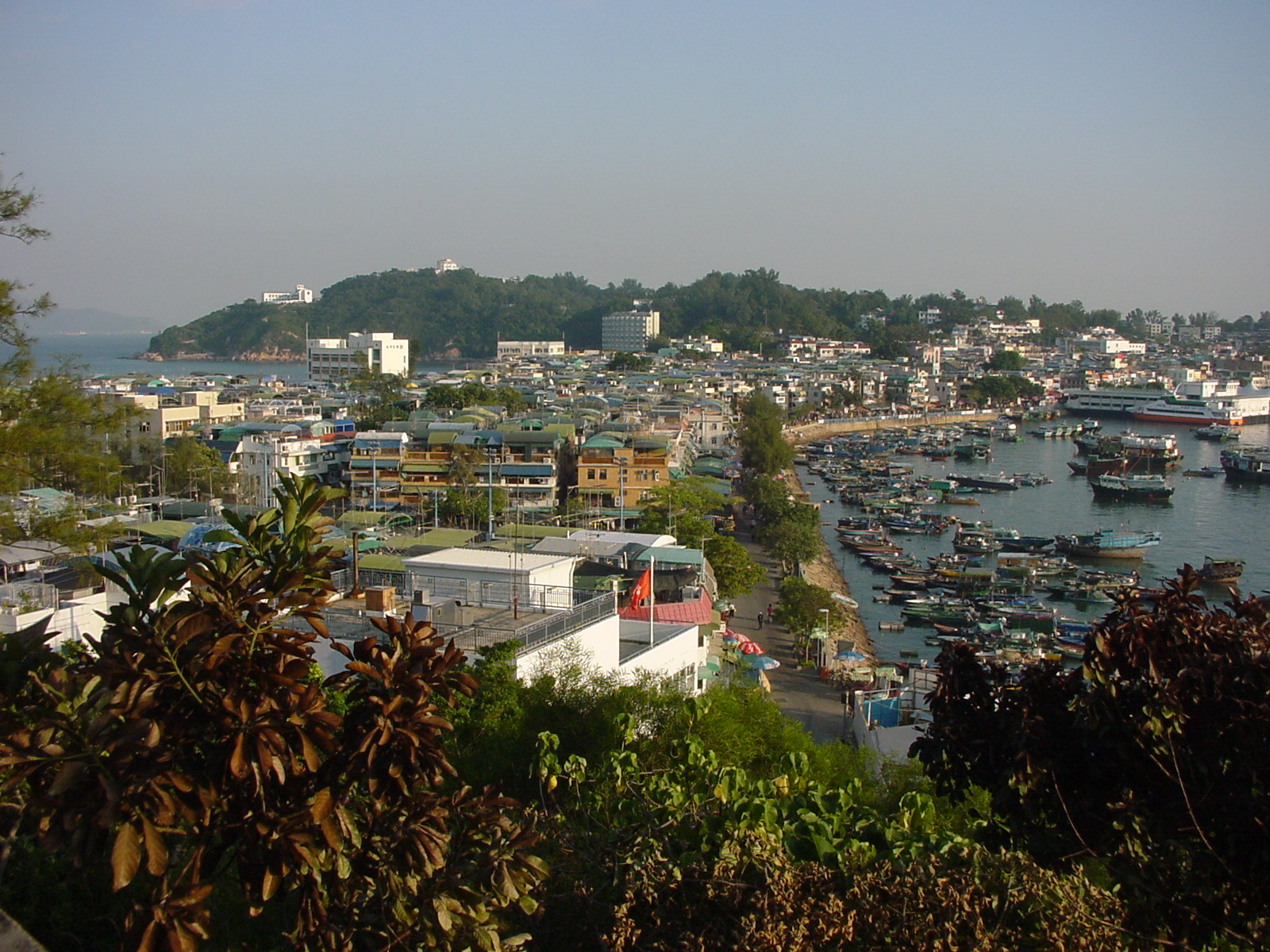
長洲西灣

西灣，又稱長洲灣，是香港新界長洲西岸的一個海灣，三面被陸地包圍，為一天然避風塘，剩下向海的西面則築有防波堤，加強避風的功能。西灣沿岸為長洲最密集的已發展地區，而長洲碼頭亦設於西灣，還有位於西灣南部的張保仔洞。

## 參看
- 長洲
- 香港海灣
- 張保仔洞